# توم جيمس (لاعب كرة قدم)
توم جيمس (بالإنجليزية: Tom James) (19 نوفمبر 1988 بليمينجتون سبا في المملكة المتحدة - ) هو لاعب كرة قدم بريطاني في مركز الدفاع. لعب مع نادي واتفورد ونادي هدنسفورد تاون ونونيتون بورو ‏ ونادي تاموورث ونادي ليمنجتون وDaventry Town F.C. ‏ ورجبي تاون.

## وصلات خارجية
- توم جيمس (لاعب كرة قدم) على موقع قاعدة بيانات كرة القدم.إي يو (الإنجليزية)
- توم جيمس (لاعب كرة قدم) على موقع Soccerbase.com (لاعب) (الإنجليزية)
- توم جيمس (لاعب كرة قدم) على موقع Soccerway.com (الإنجليزية)